# Javier Motos
Javier Motos Sánchez n. (Puente Tocinos, Murcia, Región de Murcia, 5 de septiembre de 1988) más conocido como Javi Motos, es un entrenador de fútbol español que dirige al Universidad Católica de Murcia Club de Fútbol de la Segunda División RFEF.

## Trayectoria
Javi Motos comenzó su carrera en los banquillos trabajando en las categorías inferiores del Real Murcia Club de Fútbol. En la temporada 2017-18, dirigió a su equipo Juvenil A de División de Honor con el que acabó la liga en quinta posición.
En julio de 2018, se hace cargo del Real Murcia Imperial Club de Fútbol de la Tercera División de España.
El 26 de febrero de 2019, tras la destitución de Manolo Herrero, coge las riendas del primer equipo del Real Murcia Club de Fútbol de la Segunda División de España, al que dirige durante tres partidos, hasta la llegada de Julio Algar.
En marzo de 2019, regresaría al Real Murcia Imperial Club de Fútbol de la Tercera División de España, al que dirigiría hasta el término de la temporada 2019-20.
En la temporada 2020-21, firma por el Mar Menor Fútbol Club de la Tercera División de España. Al término de la temporada, lograría el ascenso a la Segunda División RFEF, tras vencer al FC Cartagena "B" en la final por el ascenso.
En la temporada 2021-22, Javi continuaría en el conjunto de San Javier, dirigiéndolo en la nueva categoría de la Segunda División RFEF. El 24 de mayo de 2022, se hace oficial que no continuaría en el conjunto de San Javier para la siguiente temporada.
El 25 de enero de 2023, se hace oficial su regreso al Mar Menor Fútbol Club de la Segunda División RFEF.
En la temporada 2023-24, tras el cambio de sede del club a Cartagena, sería entrenador del Racing Cartagena Mar Menor Fútbol Club de la Segunda División RFEF. El 8 de enero de 2024, deja de ser entrenador del Racing Cartagena Mar Menor Fútbol Club
El 4 de junio de 2024, firma por el Universidad Católica de Murcia Club de Fútbol de la Segunda División RFEF.

## Clubes

### Como entrenador
| Club                                          | País   | Año             |
| --------------------------------------------- | ------ | --------------- |
| Real Murcia Imperial Club de Fútbol           | España | 2018-2020       |
| Real Murcia Club de Fútbol                    | España | 2019            |
| Mar Menor Fútbol Club                         | España | 2020-2022       |
| Mar Menor Fútbol Club                         | España | 2023            |
| Racing Cartagena Mar Menor F. C.              | España | 2023-2024       |
| Universidad Católica de Murcia Club de Fútbol | España | 2024-actualidad |